# Coelotes curvilamnis alatauensis
Coelotes curvilamnis alatauensis is een spinnenondersoort in de taxonomische indeling van de nachtkaardespinnen (Amaurobiidae).
Het dier behoort tot het geslacht Coelotes. De wetenschappelijke naam van de soort werd voor het eerst geldig gepubliceerd in 2001 door Ovtchinnikov.